# Svatý Vincenc a Grenadiny
Svatý Vincenc a Grenadiny je ostrovní stát v Karibiku v souostroví Malé Antily, patří mezi Návětrné ostrovy, které leží při severním pobřeží Jižní Ameriky.

## Historie
Ostrovy byly původně osídleny Kariby, ti se až do 18. století agresivně bránili usazování evropských přistěhovalců. Na ostrovy se postupně dostávali afričtí otroci, trosečníci z otrokářských lodí nebo uprchlíci z Barbadosu, Svaté Lucie a Grenady. Docházelo k míšení s Kariby a vznikla národnostní skupina potomků černých otroků a Karibů známá jako Garífuna. Počátkem roku 1719 zde začali francouzští osadníci pěstovat kávu, tabák, bavlnu a cukrovou třtinu, na plantážích pracovali otroci.[zdroj?]
Zrušení otrokářství v roce 1834 mělo za následek nedostatek pracovních sil na plantážích. To na ostrovy přitáhlo ve čtyřicátých letech 19. století pracovníky z Portugalska. Podmínky bývalých otroků i zemědělských přistěhovalců byly velmi špatné, a to i kvůli nízkým cenám cukru, až do začátku 20. století.[zdroj?]
- 1493 ostrovy objeveny Kryštofem Kolumbem
- 1763 Sv. Vincenc obsazen Brity
- 1779–1783 dočasně v rukou Francie
- 1783–1958 britská kolonie
- 1969 přidružený stát Velké Británie s plnou vnitřní samosprávou
- 1979 nezávislost v rámci britského Společenství
- 1980 člen OSN

## Státní symboly

### Vlajka
Vlajka Svatého Vincence a Grenadin je tvořena listem o poměru stran 2:3 se třemi svislými pruhy, modrým, žlutým a zeleným (v poměru 1:2:1) a uprostřed tři zelené kosočtverce (tzv. routy) uspořádané do tvaru písmena V (Vincent).

### Znak
Státní znak Svatého Vincence a Grenadin je tvořen zlatě zdobeným, tvarovaným štítem. V něm na zeleném pažitu stojí žena v modrých šatech, držící v pravé ruce olivovou snítku. Proti ní klečí na pravém koleni druhá žena (také v modrých šatech), držící v levé ruce zlatou obětní misku. Mez ženami je zlatý oltář se dvěma podanýma rukama a vystupuje z něj červený plamen. Nad štítem vyrůstá z modro-žluto-zelené točenice větévka bavlníku v přirozených barvách. Pod štítem je na stříbrné, červeně podšité stuze černé latinské heslo PAX • ET • JUSTITIA (česky Mír a spravedlnost).

## Geografie
Většinu území státu svou rozlohou zaujímá ostrov Svatý Vincenc (344 km²), který je sopečného původu. Zbytek tvoří Grenadiny, skládající se z 32 menších korálových ostrůvků, z nichž je jen polovina osídlena. Většími ostrůvky jsou Bequia, Canouan, Mustique, Union Island. Podnebí je horké a vlhké. Velice časté jsou hurikány.[zdroj?]

## Obyvatelstvo
Černoši tvoří 70 % celkové populace. Za zmínku stojí menšina Indů (5,5 %).[zdroj?]

## Politika
Ostrov je konstituční monarchií v rámci Commonwealth realm. Hlavou státu je tak král Karel III. zastupovaný generální guvernérkou Dame Susan Douganovou. Ostrov je členem Commonwealthu. Zákonodárné shromáždění má 21 členů.[zdroj?]
Dne 25. listopadu 2009 proběhlo na ostrově republikánské referendum o změně státního zřízení na republiku. Bylo ale zamítnuto 55,64 % zúčastněných voličů. Ostrov tak zůstává monarchií s panovníkem sdíleným se Spojeným královstvím.[zdroj?]

### Členství v regionálních organizacích
Stát je zapojen do několika regionálních (karibských i celoamerických) organizací, které se zaměřují na ekonomickou spolupráci, ale i na společnou podporu turistiky, sociální rozvoj apod. Jedná se např. o organizace: Společenství latinskoamerických a karibských států, Bolívarovský svaz pro lid naší Ameriky, Karibské společenství, Sdružení karibských států, Organizace východokaribských států, Petrocaribe, Regionální bezpečnostní systém.[zdroj?]

## Hospodářství
Příjmy z turismu tvoří skoro třetinu z příjmů ostrova. Hlavním vývozním artiklem jsou banány. Značná část potravin se musí dovážet.[zdroj?]